# Пестрокрыльница буреинская
Пестрокрыльница буреинская Araschnia burejana  (лат.) — вид дневных бабочек рода Araschnia подсемейства Nymphalinae семейства Нимфалиды.
Данный вид бабочек обитает в Азии: в Тибете, Китае, Северной Корее, Японии и на юге Дальнего Востока России (юго-восток Амурской области, Еврейская АО, юг Хабаровского края, Приморский край, юг Сахалина, Кунашир).
В горах бабочки обитают на высоте до 1300 м н.у.м. Время лёта с июня по август, за это время развивается 2 поколения.
Гусеницы питаются некоторыми видами крапивы (Urtica).

## Подвиды
Выделяют четыре подвида:
- Araschnia burejana burejana
- Araschnia burejana chinensis Oberthür
- Araschnia burejana leechi Oberthür
- Araschnia burejana strigosa

## Галерея
- Araschnia burejana burejana
- Araschnia burejana burejana
- Araschnia burejana strigosa